# Pio Alberto del Corona

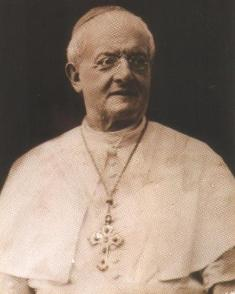
Bischof Pio Alberto Del Corona (um 1900)

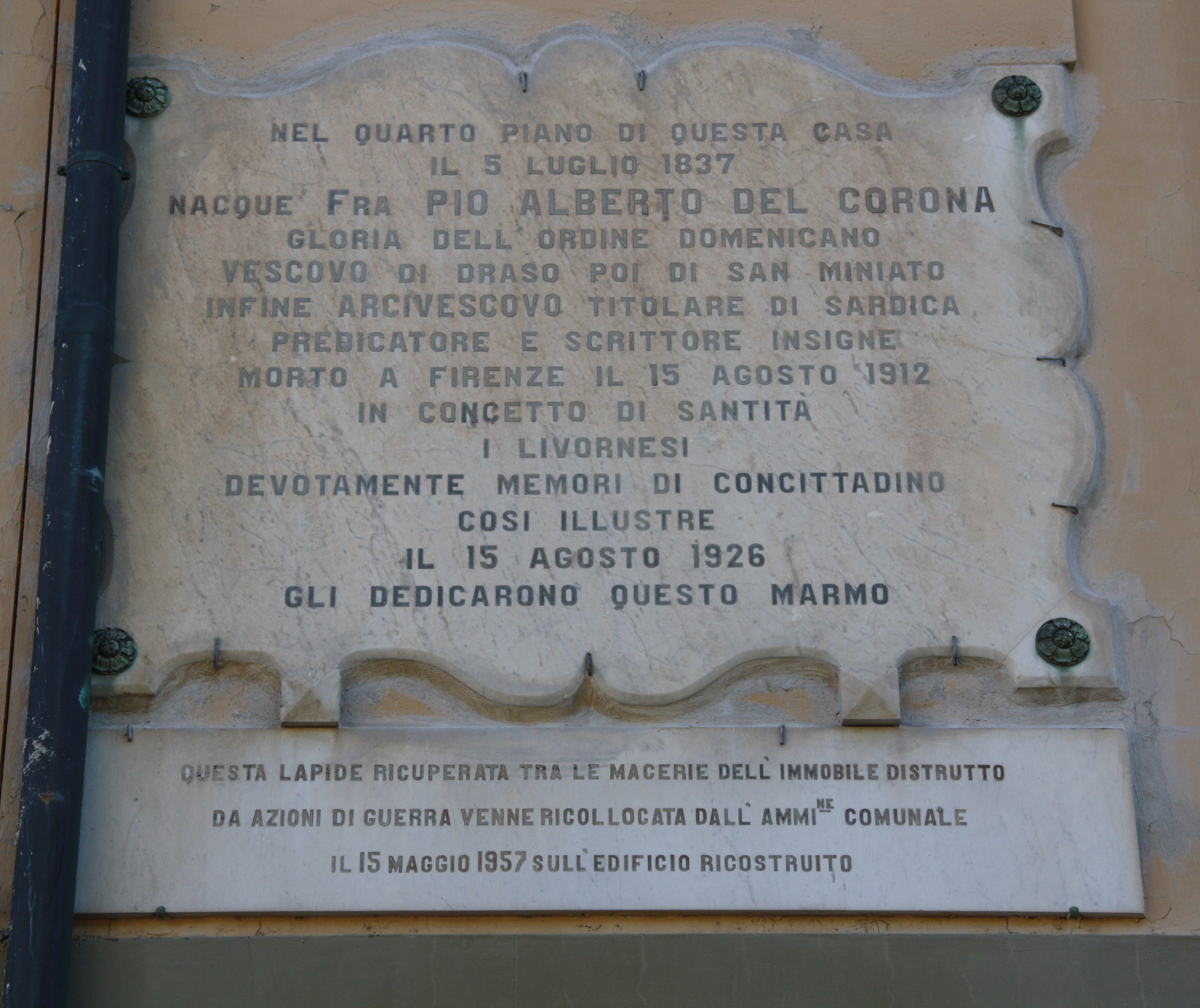
Gedenktafel in Livorno: „Im vierten Stock dieses Hauses wurde am 5. Juli 1837 Bruder Pio Alberto Del Corona geboren, der Ruhm des Dominikanerordens, Bischof von Draso, dann von San Miniato, schließlich Titularerzbischof von Sardica, ausgezeichneter Prediger und Schriftsteller, gestorben in Florenz am 15. August 1912 im Ruf der Heiligkeit. Die Einwohner von Livorno, in dankbarem Gedenken an ihren so herausragenden Mitbürger, widmeten ihm diese Marmortafel am 15. August 1926.“

Pio Alberto del Corona OP (* 5. Juli 1837 in Livorno; † 15. August 1912 in Florenz) war ein italienischer Geistlicher und römisch-katholischer Bischof von San Miniato. Er wird in der katholischen Kirche als Seliger verehrt.

## Leben
Pio Alberto del Corona wuchs als viertes und jüngstes Kind eines Schuhhändlers in Livorno auf. Mit 17 Jahren trat er in Florenz in den Dominikanerorden ein und legte am 3. November 1859 die Profess ab. Am 21. Dezember desselben Jahres empfing er die Diakonen- und am 5. Februar des folgenden Jahres die Priesterweihe.
1872 gründete er mit Elena Bonaguidi in Florenz den Konvent der Dominikanerinnen vom Heiligen Geist mit Kindergarten und Schule. 
Papst Pius IX. ernannte ihn am 21. Dezember 1874 zum Koadjutorbischof von San Miniato und Titularbischof von Drasus. Kardinaldekan Costantino Patrizi Naro spendete ihm am 3. Januar des folgenden Jahres die Bischofsweihe.
Mit dem Tod Annibale Barabesis am 2. Februar 1897 folgte er diesem als Bischof von San Miniato nach. 
Am 30. August 1907 nahm Papst Pius X. seinen Verzicht auf das Bistum San Miniato an und ernannte ihn zum Titularerzbischof von Serdica.

## Verehrung
Pio Alberto Del Corona galt als frommer und asketischer Mann, der lange Nachtstunden im Gebet verbrachte. Er war ein Seelsorger von großem Einfühlungsvermögen und mit wachem Gespür für die sozialen Probleme, ein kraftvoller Prediger und ein viel gelesener geistlicher Schriftsteller. Als er starb, stand er beim Volk im Ruf der Heiligkeit.
Nachdem er zunächst auf dem Cimitero della Misericordia in Florenz bestattet worden war, erfolgte 1925 die Überführung der Gebeine in die Krypta der Klosterkirche der Dominikanerinnen vom Heiligen Geist.
Auf Antrag der Diözese San Miniato wurde 1942 das Seligsprechungsverfahren eröffnet. 2001 wurden seine Reliquien in Anwesenheit von vier Bischöfen feierlich erhoben. Papst Franziskus erkannte ihm am 9. Oktober 2013 den heroischen Tugendgrad zu und bestätigte am 17. September 2014 eine seiner Fürsprache zugeschriebene Heilung als Wunder. Die Seligsprechung nahm der Kardinalpräfekt der Kongregation für die Selig- und Heiligsprechungsprozesse, Angelo Amato, am 19. September 2015 im Auftrag Papst Franziskus’ in San Miniato vor.